# Свадьба Кречинского (мюзикл)
«Сва́дьба Кречи́нского» — российский мюзикл на музыку Александра Колкера и либретто и стихи Кима Рыжова. Основан на одноимённой пьесе А. В. Сухово-Кобылина. Мировая премьера состоялась 7 июня 1973 года в Ленинградском театре музыкальной комедии в Ленинграде, Россия.

## Персонажи
- Михаил Васильевич Кречинский — игрок.
- Иван Антонович Расплюев — его приятель.
- Фёдор — камердинер Кречинского.
- Пётр Константинович Муромский — помещик Ярославской губернии.
- Лидочка — его дочь.
- Анна Антоновна Атуева — тётка Лидочки.
- Тишка — слуга в доме Муромских.
- Владимир Дмитриевич Нелькин — помещик, отставной военный.
- Никанор Савич Бек — ростовщик.
- Щебнев — купец.
- игроки, гости на балу, слуги, полицейские, любопытные.

## Постановки

### Ленинградский театр музыкальной комедии
Мировая премьера — 7 июня 1973 года. Режиссёр-постановщик — Владимир Воробьёв, дирижёр-постановщик — Владимир Рылов, художник-постановщик — Александр Славин, хореограф-постановщик — Святослав Кузнецов.
Экранизирован на киностудии «Ленфильм» в 1974 году.
В ролях:
- Михаил Васильевич Кречинский — Виктор Костецкий
- Петр Константинович Муромский — Лев Петропавловский
- Лидочка — Алла Семак
- Анна Антоновна Атуева — Зоя Виноградова
- Владимир Дмитриевич Нелькин — Вячеслав Тимошин
- Иван Антоныч Расплюев — Борис Смолкин
- Фёдор — Виталий Копылов
- Никанор Савич Бек — Игорь Соркин
- Щебнев — Владимир Колосов
- Тишка — Владимир Капула

В 1982 году Ленинградская студия грамзаписи записала и выпустила на фирме «Мелодия» двойной альбом с монтажом спектакля. В записи принял участие Эстрадно-симфонический оркестр Ленинградского телевидения и радио, дирижёр — Станислав Горковенко.
Участники записи:
- Кречинский — Михаил Боярский
- Муромский — Владислав Стржельчик
- Лидочка — Елена Дриацкая
- Атуева — Зоя Виноградова
- Нелькин — Вячеслав Тимошин
- Расплюев — Борис Смолкин
- Фёдор — Виталий Копылов
- Бек — Игорь Соркин
- Щебнев — Владимир Колосов
- Тишка — Владимир Капула

### Московский театр оперетты
Премьера — 19 июня 1975 года. Режиссёр-постановщик — Игорь Барабашев, дирижёр-постановщик — Эльмар Абусалимов, художник-постановщик — П. Кириллов, хореограф-постановщик — Давид Плоткин, хормейстер — А. Староторжский.

### Киевский театр оперетты
Премьера — 1975 года. Режиссёр-постановщик — Эдуард Митницкий, дирижёр-постановщик — Евгений Дущенко, художник-постановщик — И. Лернер.

### Одесский театр музыкальной комедии
Премьера — 15 июня 1995 года. Режиссёр-постановщик — Виктор Стрижов, дирижёр-постановщик — Юрий Топузов, художник-постановщик — Михаил Ивницкий, хореограф-постановщик — Игорь Дидурко.

### Малый театр
Премьера — 11 сентября 1997 года. Режиссёры-постановщики — Виталий Соломин и Александр Четверкин, художник-постановщик — Юрий Хариков.
В ролях:
- Муромский — Александр Потапов
- Лидочка — Людмила Титова
- Атуева — Татьяна Панкова
- Нелькин — Кирилл Демин
- Кречинский — Виталий Соломин
- Расплюев — Василий Бочкарёв
- Фёдор — Александр Ермаков
- Бек — Василий Дахненко
- Щебнев — Валерий Баринов
- Тишка — Дмитрий Зеничев

### Новосибирский музыкальный театр
Премьера — 26 декабря 1998 года. Режиссёр-постановщик — Элеонора Титкова, .

### Театр сатиры
Премьера — 26 апреля 2002 года. Режиссёр-постановщик — Михаил Козаков, художник-постановщик — Мария Данилова.
В ролях:
- Кречинский — Игорь Лагутин
- Расплюев — Спартак Мишулин
- Муромский — Александр Воеводин
- Лидочка — Елена Подкаминская
- Атуева — Нина Корниенко
- Нелькин — Антон Кукушкин
- Бек — Андрей Барило

### Омский музыкальный театр
Премьера — 24 ноября 2006 года. Режиссёр-постановщик — Кирилл Стрежнев, дирижёр-постановщик — Юрий Соснин, художник-постановщик — Сергей Александров, хореограф-постановщик — Людмила Цветкова, хормейстеры — Татьяна Боброва и Елена Бородина.
Возобновление — 28 февраля 2019 года.

### Свердловский театр музыкальной комедии
Премьера — 30 ноября 2007 года. Режиссёр-постановщик — Кирилл Стрежнев, дирижёр-постановщик — Борис Нодельман, художник-постановщик — Сергей Александров, хореограф-постановщик — Сергей Смирнов, хормейстер — Светлана Асуева.

### Иркутский музыкальный театр
Премьера — октябрь 2012 года. Режиссёр-постановщик — Ирина Мякишева, дирижёр-постановщик Николай Сильвестров, балетмейстер-постановщик Дмитрий Устюжанин, хормейстеры Наталья Ладыгина и Ульяна Чугуевская.